# آدم شابمان
آدم شابمان (بالإنجليزية: Adam Chapman)‏ (29 نوفمبر 1989 بدونكاستر في المملكة المتحدة - ) هو لاعب كرة قدم بريطاني في مركز الوسط. شارك مع منتخب أيرلندا الشمالية تحت 21 سنة لكرة القدم. أما مع النوادي، فقد لعب مع أكسفورد يونايتد وشيفيلد يونايتد ونيوبورت كونتي ونادي مانسفيلد تاون.

## وصلات خارجية
- آدم شابمان على موقع قاعدة بيانات كرة القدم.إي يو (الإنجليزية)
- آدم شابمان على موقع Soccerbase.com (لاعب) (الإنجليزية)
- آدم شابمان على موقع Soccerway.com (الإنجليزية)